# كلية ديوك-نوس الطبية
كلية ديوك-نوس الطبية (بالإنجليزية: Duke–NUS Medical School)‏؛ هي كلية طب تختص بالدراسات العليا تابعة لجامعة سنغافورة الوطنية بالتعاون مع جامعة ديوك الأمريكية. أنشئت في أبريل من عام 2005، وتعد ثاني كلية طبية في سنغافورة. تعتمد الكلية منهجًا أمريكيًا-سنغافوريًا مشتركًا للتعليم الطبي ما بعد مرحلة البكالوريا، حيث يبدأ الطلاب دراساتهم الطبية العليا بعد كسب درجة البكالوريوس. يُمنح خريجو الكلية شهادة من قبل كل من كلية الطب التابعة لجامعة ديوك والجامعة الوطنية في سنغافورة.

## وصلات خارجية
- الموقع الرسمي

لم يتم العثور على روابط لمواقع التواصل الاجتماعي.